# Shaanxi Wuzhou
Shaanxi Wuzhou (en chino simplificado, 陕西五洲足球俱乐部) fue un equipo de fútbol de China que jugó en la China League One, la segunda división nacional.

## Historia
Fue fundado el 5 de febrero de 2007 en la privincia de Shaanxi con el nombre Guangdong Sunray Cave Football Club por el grupo Sunray Cave Group, quien fuera dueño del Guangzhou FC y el Guangzhou Sunray Cave Easter con el Guangdong Sports Bureau en la tercera división junto a un equipo juvenil del Guangdong. El primer entrenador del club sería Cao Yang y su estadio era el Nanhai District Stadium en Foshan, Guangdong con capacidad para 8000 espectadores. En su primera temporada terminaron en último lugar de su grupo en 2007. En la temporada de 2008 se mudaron a un estadio con más capacidad, el Century Lotus Stadium en Foshan para 36,686 espectadores, lo que los hzo contendientes en la división y terminaron de subcampeones, logrando el ascenso a la segunda división.
Para su debut en la segunda categoría se movieron a una sede más pequeña, al Huangpu Sports Center en Guangzhou para 12,000 espectadores y finalizaron la temporada en un respetable quinto lugar. Al año siguiente los dueños volvieron a mudar al club al trasladarlo al Guangdong Provincial People's Stadium para 15,000 espectadores, pero eso era mientras renovaban el Dongguan Stadium, Huangpu Sports Center y el University of Technology Stadium antes de que se mudaran oficialmente. En la temporada 2011 fueron cintendientes por el ascenso hasta el 24 de septiembre de 2011 cuando perdieron la liga ante el Shenyang Dongjin por 2-3 y el club se alejó del ascenso. Tras el fracaso de obtener el ascenso contrataron a Dragan Kokotović para tener más experiencia, pero se terminaría yendo el 27 de marzo de 2012 y Cao lo reemplazó como entrenador interino. El 29 de julio de 2012 José Ricardo Rambo fue nombrado entrenador y Cao pasó a ser director deportivo. José no tuvo éxito y el Guangdong pasó a tener una batalla por la permanencia, y el presidente Lin Qin nombró nuevamente a Cao como entrenador el 30 de agosto de 2012 y José pasó a ser entrenador asistente en la temporada 2012.
El 14 de diciembre de 2014 un grupo de empresas de Shaanxi adquirío al club y pasó a llamarse Shaanxi Wuzhou F.C. Sin embargo, el club falló en registrarse para la temporada 2015 por salarios atrasados. El club desaparece el 31 de enero de 2015 la Chinese Football Association le prohíbe participar en los torneos de fútbol y poco tiempo después desaparece.

## Nombres
- 2007–2014: Guangdong Sunray Cave (广东日之泉)
- 2015: Shaanxi Wuzhou (陕西五洲)

## Palmarés
- Tercera División Sur: 1

2008

## Uniformes
| Local 2007 | Visita 2007 | Local 2011 | Visita 2011 | Local 2012 | Visita 2012 |

## Temporadas
| Año  | División | J  | G  | E  | P  | GF | GC | GD  | Pts | Pos. | FA Cup | Super Cup | AFC | Att./G | Estadio                                                           |
| ---- | -------- | -- | -- | -- | -- | -- | -- | --- | --- | ---- | ------ | --------- | --- | ------ | ----------------------------------------------------------------- |
| 2007 | 3        | 12 | 2  | 1  | 9  | 11 | 21 | −10 | 7   | 7    | NH     | DNQ       | –   |        | Nanhai District Stadium                                           |
| 2008 | 3        | 17 | 11 | 4  | 2  | 38 | 18 | +20 | 31  | 2    | NH     | DNQ       | –   |        | Century Lotus Stadium                                             |
| 2009 | 2        | 24 | 10 | 5  | 9  | 37 | 37 | 0   | 35  | 5    | NH     | DNQ       | –   |        | Huangpu Sports Center                                             |
| 2010 | 2        | 24 | 5  | 7  | 12 | 34 | 39 | −5  | 22  | 11   | NH     | DNQ       | –   |        | Guangdong Provincial People's Stadium                             |
| 2011 | 2        | 26 | 13 | 7  | 6  | 42 | 29 | +13 | 46  | 3    | R3     | DNQ       | –   |        | Guangdong Provincial People's Stadium                             |
| 2012 | 2        | 30 | 10 | 8  | 12 | 41 | 46 | −5  | 38  | 10   | R3     | DNQ       | –   | 1,104  | Guangdong Provincial People's Stadium / Guangdong Olympic Stadium |
| 2013 | 2        | 30 | 17 | 6  | 7  | 51 | 29 | +22 | 57  | 3    | R4     | DNQ       | –   | 2,935  | Guangdong Provincial People's Stadium / Century Lotus Stadium     |
| 2014 | 2        | 30 | 6  | 12 | 12 | 36 | 47 | −11 | 30  | 13   | R3     | DNQ       | –   | 1,383  | Huangpu Sports Center                                             |

- Fuente:[16][17]

## Entrenadores
- Cao Yang (5-2-2007 – 1-1-2012)
- Dragan Kokotović (5-1-2012 – 27-3-2012)
- Cao Yang (interino) (27-3-2012–28-7-2012)
- José Ricardo Rambo (29-7-2012 – 30-8-2012)
- Cao Yang (interino) (30-8-2012 – 3-1-2013)
- Zhang Jun (3-1-2013 – 2-1-2014)
- Julio César Moreno (2-1-2014 – 20-4-2014)
- Feng Feng (interino) (20-4-2014 – 13-5-2014)
- Mai Chao (13-5-2014 – 1-11-2014)
- Alejandro Menéndez (1-12-28, 2014 – 2015)

## Jugadores

### Jugadores destacados
- Petar Jelić (2014)
- Ye Weichao (2007–10, 2014)
- Darío Delgado (2011)
- Chan Siu Ki (2012–13)
- Leung Chun Pong (2012–13)
- Mourtala Diakité (2011)
- Carlos Andrés García (2013–14)
- Joel Bertoti Padilha (2009–10)